# Bohusläns Gille
Bohusläns Gille i Stockholm är en ideell förening av i Stockholm och dess omnejd bosatta personer, vars syfte är att främja medlemmarnas samhörighet med Bohuslän. Gillet bildades den 7 mars 1907 av 25 personer (bland andra konstnären Vicke Andrén, riksdagsmannen Oscar Evers, blivande ecklesiastikministern Alexis Hammarström, kyrkoherden Elis Heüman samt redaktören Hans Leander) på Hotell Rydberg. 
Medlemskap kan beviljas personer härstammande från Bohuslän. Även andra personer med omvittnat intresse för Bohuslän kan bli medlemmar.
Bland tidigare ordförande märks Oskar Evers, Henning von Krusenstierna, Ludvig Widell, Bengt Hamdahl, Dick Börjesson och Hakon Långström. Nuvarande ordförande är sedan 2023 Johannes Rudberg.